# Logisim
Logisim ist ein Logik-Simulator, der es mit Hilfe einer grafischen Benutzeroberfläche ermöglicht, digitale Schaltungen zu entwerfen und zu simulieren. Veröffentlicht unter der GNU Public License, ist Logisim eine kostenlose Software, die unter Microsoft Windows, Mac OS X und Linux-Plattformen läuft. Ihr Code ist komplett in Java geschrieben.
Der primäre Entwickler, Carl Burch, arbeitete seit 2001 an Logisim. Die letzte von ihm selbst publizierte Version 2.7.1 und ebenso die letzte publizierte Beta-Version 2.7.2.255 stammen beide aus dem Jahr 2011. Seine offizielle Bekanntgabe zu seinem Rückzug aus der Entwicklung wurde am 11. Oktober 2014 auf seiner Webseite eingestellt. Ein Fork, der von Schulen in der französischen Schweiz aktiv weiterentwickelt wird, ist „logisim-evolution“. Ein weiterer, ebenfalls erkennbar aktiver Fork ist die italienische Version „Logisim-ITA“.

## Einsatz
Die Software wird häufig von Studenten der Informatik verwendet, um digitale Schaltkreise und Simulationen zu entwickeln und mit ihnen zu experimentieren. Schaltungen werden in Logisim über eine grafische Benutzeroberfläche, ähnlich der traditionellen Zeichenprogramme, wie sie auch in vielen anderen Simulatoren gefunden werden kann, entwickelt. Anders als bei den meisten anderen Simulatoren ermöglicht es Logisim dem Benutzer, die Schaltung während der Simulation zu bearbeiten. Die relativ einfache Oberfläche ist gut geeignet für Einführungs- und Übersichtsvorlesungen. Es sind auch Design Features für komplexere Schaltungen wie z. B. „Teilschaltungen“ und „Drahtbündel“ vorhanden.
Obwohl man innerhalb Logisim auch komplexe Projekte, etwa komplette CPU-Implementierungen, realisieren kann, ist die Software in erster Linie für den Einsatz im Unterricht gedacht. Logisim ist nicht in der Lage, analoge Komponenten zu verwenden.

## Nachfolgewerke
Burch war bereits daran mit einem Nachfolgeprojekt unter dem Namen „Toves“ gewisse Design-Fehler auf einer neuen Basis zu vermeiden, als ihn sein beruflicher Werdegang zur Firma Google führte, um dort Software-Werkzeuge für die Optimierung von Werbeanzeigen zu entwickeln, was seine bisherigen Entwicklungen abrupt beendete. Prof. Helmut Neemann aus Deutschland nahm sich Logisim als Vorbild für seine Entwicklung einer vergleichbaren Software mit Namen „Digital“. Neemann berichtet im Readme zu seinem eigenen Produkt auch über diverse Forks für Logisim sowie deren besondere Leistungen, etwa Funktionen für VHDL-Export.